# Copa Real Federación Española de Fútbol (fase autonómica de la Región de Murcia)
La fase autonómica de la Región de Murcia de la Copa Real Federación Española de Fútbol, es un campeonato oficial organizado por la Federación de Fútbol de la Región de Murcia (FFRM), bajo el auspicio de la Real Federación Española de Fútbol (RFEF), que enfrenta anualmente a algunos equipos de Murcia.

## Historia
En la temporada 1993-94 se recupera la Copa Real Federación Española de Fútbol. Esta fase se desarrollará a nivel regional y podrán participar, mediante inscripción voluntaria, todos los equipos de la correspondiente federación territorial, de Primera Federación, Segunda Federación y Tercera Federación, de la pasada temporada que no se hayan clasificado bien a la Copa del Rey, o bien a la fase nacional de la Copa Real Federación Española de Fútbol.
El campeón acude a la fase nacional de la Copa Real Federación Española de Fútbol.
En función de lo que marque el Reglamento de Competiciones de Ámbito Estatal para la temporada, cada federación regional tendrá que comunicar, en fecha que determine el Departamento de Competiciones, el nombre del equipo que hubiese adquirido el derecho para 
participar en la Fase Nacional.

## Ediciones
| Edición | Temp.   | Campeón                   | Subcampeón                  | Resultado         |
| ------- | ------- | ------------------------- | --------------------------- | ----------------- |
| I       | 1993-94 | No se jugó                | -                           | -                 |
| II      | 1994-95 | No se jugó                | -                           | -                 |
| III     | 1995-96 | Real Murcia C. F.         | A. D. Mar Menor             | 1-0 / 0-0         |
| IV      | 1996-97 | Cartagonova F. C.         | A. D. Las Palas             | 1-1 / 2-1         |
| V       | 1997-98 | Cartagonova FC            | Real Murcia C. F. "B"       | 0-0 / 3-1         |
| VI      | 1998-99 | Real Murcia C. F.         | Lorca C. F.                 | 1-0 / 1-2         |
| VII     | 1999-00 | Águilas C. F.             | Yeclano Deportivo           | 1-0 / 1-1         |
| VIII    | 2000-01 | Cartagonova F. C.         | Mazarrón C. F.              | 3-1 / 1-1         |
| IX      | 2001-02 | Lorca C. F.               | A. D. Mar Menor             | 0-1 / 3-0         |
| X       | 2002-03 | Lorca Deportiva C. F.     | C. F. Abarán                | 3-1               |
| XI      | 2003-04 | Pinatar C. F.             | Águilas C. F.               | 1-2 / 4-2         |
| XII     | 2004-05 | No se jugó                | -                           | -                 |
| XIII    | 2005-06 | A. D. Mar Menor           | E. M. D. Lorquí             | Liga de 3 equipos |
| XIV     | 2006-07 | Mazarrón C. F.            | A. D. Mar Menor             | 2-0               |
| XV      | 2007-08 | Pinatar C. F.             | Atlético Ciudad de Lorquí   | 3-1               |
| XVI     | 2008-09 | Lorca Deportiva "B"       | Jumilla C. F.               | 1-0               |
| XVII    | 2009-10 | Jumilla C. F.             | C. A. Atlético Pulpileño    | 2-1               |
| XVIII   | 2010-11 | Caravaca C. F.            | F. C. Cartagena             | 2-0               |
| XIX     | 2011-12 | C. A. Atlético Pulpileño  | C. F. La Unión              | 2-1               |
| XX      | 2012-13 | La Hoya Lorca C. F.       | C. D. Plus Ultra            | 2-1               |
| XXI     | 2013-14 | Yeclano Deportivo         | El Palmar C. F.             | 3-1               |
| XXII    | 2014-15 | F. C. Cartagena           | El Palmar C. F.             | 4-1               |
| XXIII   | 2015-16 | C. F. Lorca Deportiva     | E. F. Alhama                | 2-1               |
| XXIV    | 2016-17 | UCAM Murcia "B"           | N. V. Estudiantes de Murcia | 3-0               |
| XXV     | 2017-18 | F. C. Cartagena "B"       | Real Murcia Imperial        | 3-2               |
| XXVI    | 2018-19 | F. C. Cartagena "B"       | N. V. Estudiantes de Murcia | 3-1               |
| XXVII   | 2019-20 | Muleño C. F.              | Mar Menor F. C.             | 2-0               |
| XXVIII  | 2020-21 | No se jugó                | -                           | -                 |
| XXIX    | 2021-22 | Yeclano Deportivo         | Huércal-Overa C. F.         | 1-0               |
| XXX     | 2022-23 | C. F. Lorca Deportiva     | Unión Molinense C. F.       | 2-0               |
| XXXI    | 2023-24 | C. A. P. Ciudad de Murcia | Racing Murcia F. C.         | 1-0               |
| XXXII   | 2024-25 | Real Murcia C. F.         | Unión Molinense C. F.       | 3-1               |

## Cuadro de campeones
| #  | Equipo                    | Títulos | Temporadas                           |
| -- | ------------------------- | ------- | ------------------------------------ |
| 1  | Cartagonova F. C.         | 4*      | 1996-97, 1997-98, 2000-01 y 2014-15. |
| 2  | Real Murcia C. F.         | 3       | 1995-96, 1998-99 y 2024-25.          |
| 3  | Pinatar C. F.             | 2       | 2003-04 y 2007-08.                   |
| 4  | F. C. Cartagena "B"       | 2       | 2017-18 y 2018-19.                   |
| 5  | Yeclano Deportivo         | 2       | 2013-14 y 2021-22.                   |
| 6  | C. F. Lorca Deportiva     | 2       | 2015-16 y 2022-23.                   |
| 7  | Águilas C. F.             | 1       | 1999-2000.                           |
| 8  | Lorca C. F.               | 1       | 2001-02.                             |
| 9  | A. D. Mar Menor           | 1       | 2005-06.                             |
| 10 | Mazarrón C. F.            | 1       | 2006-07.                             |
| 11 | Lorca Deportiva C. F. "B" | 1       | 2008-09.                             |
| 12 | Jumilla C. F.             | 1       | 2009-10.                             |
| 13 | Caravaca C. F.            | 1       | 2010-11.                             |
| 14 | Atlético Pulpileño        | 1       | 2011-12.                             |
| 15 | La Hoya Lorca C. F.       | 1       | 2012-13.                             |
| 16 | Lorca Deportiva C. F.     | 1       | 2002-03.                             |
| 17 | UCAM Murcia "B"           | 1       | 2016-17.                             |
| 18 | Muleño C. F.              | 1       | 2019-20.                             |
| 19 | C. A. P. Ciudad de Murcia | 1       | 2023-24.                             |

(*) El último bajo la denominación de Fútbol Club Cartagena.